# Didier Poissant
Didier Vital Poissant (* 30. September 1923 in Bordeaux; † 27. Februar 2021 in Pujols-sur-Ciron) war ein französischer Regattasegler.
Didier Poissant begann bereits im Alter von 4 Jahren mit dem Segelsport. Er war Mitglied im Cercle de la Voile d’Arcachon, welcher 1954 die Europameisterschaften mit der Snipe ausrichtete. Poissant gelang dabei der Gewinn des Europameistertitels. Zwei Jahre später startete Poissant bei den Olympischen Spielen 1956 in Melbourne. In der Finn Dinghy-Regatta belegte er Platz 13. Er wurde nationaler Meister in Schweden und in Frankreich und nahm an einigen Weltmeisterschaften teil.
Noch im Alter von 92 Jahren nahm Poissant an den Französischen Meisterschaften mit dem Finn teil. Als ältester Teilnehmer erhielt er stehende Ovationen.